# 심야 애니메이션
심야 애니메이션(일본어: 深夜アニメ 신야 아니메[*])은 일본에서 심야 시간대에 방송되는 TV 애니메이션 전반을 가리킨다. 이 호칭은 자연 발생적으로 정착한 것이며, 명확한 정의가 있지는 않다. 공식적으로 이용되고 있는 예로는 애니메이션 제작 회사 곤조의 휴대 전화용 웹 사이트 《심야 애니메이션 GONZO》 등이 있다. 또한 소니 제의 DVD / BD 레코더의 프로그램 예약 장르에 심야 애니메이션 항목이 있다.